# 電波的な彼女
『電波的な彼女』（でんぱてきなかのじょ）は、片山憲太郎による日本のライトノベル。イラストは山本ヤマトが担当。スーパーダッシュ文庫（集英社）より2004年9月から刊行されている。同作者の『紅』とは社会背景や登場人物の一部がクロスオーバーしている。第3回スーパーダッシュ小説新人賞佳作受賞（受賞時のタイトルは『電波日和』）。
2009年にジャンプ・コミックス『紅 kure-nai』第3巻予約限定版及び第4巻予約限定版に付属するOVAとしてアニメ化された。また、2012年1月にはOVA2作品を収録したBlu-ray Discが販売されている。
2020年にコミカライズされた。

## あらすじ
不良少年の柔沢ジュウは、堕花雨と名乗る少女にある日突然に忠誠を誓われる。少女の奇怪な言動に振り回されながらも、その真摯な言動にしだいに存在を受け入れて行く。
しかし、巷を騒がせる連続殺人事件にクラスメイトが犠牲になってしまい、ジュウは雨に不信感を抱くようになるが、思わぬ事態が待ち構えていた。

## 登場人物
声の項はOVA版の担当声優。

### メインキャラクター
柔沢 ジュウ（じゅうざわ ジュウ）
声 - 細谷佳正
本作の主人公。私立桜霧高等学校2年13組。17歳。金髪に染めた体格の良い少年。マンションの9階の部屋で一人暮らしをしており、時折、母親が帰ってくるという生活をしている。料理はできるものの、基本的には作るのが面倒だからと、出来合いのものを食べることが多い。
家庭環境や幼少時より周囲になじめないことにより、不良を演じ独りで自堕落に生きることを選んだが、完全な不良になりきることもできない中途半端な自分に自己嫌悪を持っている。ひねくれているが性根は真面目で誠実である。
入学早々に上級生グループを叩きのめすなど、校内においても不良として見られている。煙草や薬物を使用したり（薬は使用したことはあるが嫌になったためやめた）、理不尽な暴力を振るったりはしない。
幼いときから母親と喧嘩し続けたからか異常に打たれ強い身体をしており、常人よりも回復力が高く喧嘩も強い。紗月美夜のことが好きだったらしい。裏社会と関係のある紅香の敵達から紅香の全権力を駆使し守護されており愛されていないわけではない。
紅香から貰った腕時計をメリケンサックの様にして戦うなど時計の頑丈さは認めている。
堕花 雨（おちばな あめ）
声 - 広橋涼
本作のヒロイン。桜霧高等学校2年生。17歳。艶のある黒髪の少女で前髪が長い。高校2年生。
ジュウを様づけして呼んでおり、自身をジュウの下僕や騎士と言っている。ジュウとは前世で主従関係にあったと言っており、主に仕えるためジュウの側にいようとする。
成績上位者で構成される進学クラスに在籍。雪姫いわく処女。
ジュウに鬱陶しく思われ邪険にされていたが、ついには傍にいる許可を得た。アニメや漫画、オカルトなどを好むいわゆるオタクである。
なお作中においては明言されていないが、妄想設定の起源は幼少期泣いているところを慰めてくれたジュウに影響されている模様。ジュウの事に関しては強烈な電波系であるがその性質は非常に理性的かつ聡明であり、常人が思わず目を背けるような事物にも淡々と対処できる。
ジュウに対して恋愛感情や嫉妬は表に出さないが、1度雪姫とジュウが示し合わせて交際しているという嘘をついたとき、ひそかに落ち着きがなくなるなど、少なからず恋心は存在しているようである。
OVA2巻においても、ジュウを助けた恋人が誰かをジュウ本人に聞いた後に自動改札機に引っかかったりもした。なお、彼女の名字である堕花は『紅』に登場する裏十三家の1つとして挙げられているが、雨本人との関わりは今のところ不明。
小柄ながら身体能力が高く、自宅にある護身術などの本によるものか並大抵の相手ならば苦もなく取り押さえられるほどの実力者（紅香に「どこで拾ってきた」と言われている）。
普段は前髪が鬱陶しく、素顔（目）が隠れているが、素顔はジュウが見惚れるほどの美人。
常にクールで淡々とした雰囲気を持つが、寝起きだけは悪く、目を覚ましてから時間が経たないと自ら行動を起こそうとせず、妹の光にナビゲートしてもらわないと壁にぶつかりかけたりする可愛い一面も持つ。
斬島 雪姫（きりしま ゆきひめ）
声 - 中原麻衣
堕花雨、円堂円の友人。17歳。頻繁にナンパされるほどの美少女で、本人曰く処女。明るく奔放な性格をしており一見軽いが意外に身持ちは堅い。3人組の中ではムードメーカー。ジュウのことを気に入っているらしく何かにつけて引っ張りまわす。快楽主義者であり、世の中を好き嫌いで判断するため、興味のもてないこと、好きになれない人物には非情な面も見せるが、ジュウには好意を持っているため幸せつぶし事件では協力するように説得されてしまった。刃物愛好家であり、刃物を持った状態の彼女は、雰囲気も口調も一変し非常に冷静。真面目な話をする時はジュウが進んで刃物を渡すこともある。トレードマークは髪を結んだ白いリボン。メイド服や格闘ゲームのキャラクターなどを好んでコスプレするオタクでもある。将来の夢は団地妻。本人曰くバストは84、ヒップは83で安産型だと自負しているらしい。なお、彼女の名字である斬島は『紅』に登場する裏十三家の1つとして挙げられており、刃物を持つと性格が一変するという設定も類似するが、雪姫本人との関わりは今のところ不明。
円堂 円（えんどう まどか）
声 - 斎賀みつき
堕花雨、斬島雪姫の友人。雪姫いわく処女。雪姫と同じ光雲高校の空手部に所属している。ジュウに対して不信感を持ち厳しく当たるが、それはジュウ本人に対しての感情ではなく、重度の男性不信のせいであるらしい。警察内部の情報を入手したり、顔が利いたりなど何らかのコネクションがあるらしいが、多くは語ろうとしない。他の2人同様オタクである。武術に秀でており、男子空手部員の顎を軽くズラしたり、巨漢の敵を吹き飛ばす蹴りなど、戦闘力は非常に高い（本人いわく「武人ですから」）。なお、彼女の名字である円堂は『紅』に登場する裏十三家の1つとして挙げられているが、円本人との関わりは今のところ不明。
堕花 光（おちばな ひかる）
声 - 吉住梢
堕花雨の妹。中学生。15歳。明るく素直でやさしい姉思いな性格ではあるが、姉を騙している（と光は思っている）ジュウに対してはいきなり蹴りかかるなど乱暴に接する。しかし見た目に反して誠実なジュウの対応により、その認識を徐々に改めつつある。相当なツンデレで、3巻ではジュウに対して好意を抱いていると思しき描写がある。また、姉である雨のことを非常に好いており、雨の話す前世云々を夢見がちと好意的に解釈したりと、シスコン気味である。

### その他登場人物
柔沢 紅香（じゅうざわ べにか）
柔沢ジュウの母。息子に対して暴力的であり、放任主義のため幼い時からジュウを放り出して家を出ているが、気まぐれに弁当を作ってみたり、病院に運ばれたジュウのため駆けつけて徹夜で看病したりと決して愛情が無いわけではないようだ。『紅』においてはメインキャラクターの1人として登場しており、最高の揉め事処理屋として様々な厄介事の処理を仕事としている（しかし『紅』は電波的な彼女より作中時間において過去になるので、現在もその仕事を続けているかは不明）。
ジュウの父
他人にも自分にも厳しく、とにかく負けず嫌いな性格だったらしい。紅香との不仲が続いた末、ジュウがまだ幼い頃に家を出て行ってしまった。
紅香と違って柔沢の家に帰ってくることは一切無いため、ジュウは父ともう何年も顔を会わせていない。
雨と光の両親
渋みのある低い声を持つ、厳格そうな雰囲気の（だが中身はそれなりに柔軟な）父親。見た目では歳のわかりにくい、上品そうな母親。母親の名は薫子。父親の名前はまだ明記されていない。父親は娘の誕生日にスタンガンをプレゼントした。
当然、堕花家の血を引く人間であると思われるが、裏十三家に関る描写は『幸福ゲーム』の時点では一切無い。家は中々の豪邸で、裕福であることがわかる。
紗月 美夜（さつき みや）
声 - 小林ゆう
ジュウのクラスメイト。人目を引くような美人。
性格は明るくクラスでも男女を問わず人気者。学校の中で唯一、ジュウの友人を自称している。
実は連続殺人犯事件の共犯であり、後に殺人犯であることが発覚した賀来に性的暴行を受けた被害者でもあった。
自分の境遇から逃避するため、自分が賀来に暴行を受けた際に鏡に映り見た自身の醜悪な姿を殺害される被害者の中に見出いだし、安心を得るようになる。その後は賀来を誘導、犯行に協力していた。最後はそれまでの保身などをかなぐりすて自らの手でジュウを殺害しようとしたが雨により阻止されてしまう。激情に身を任せ雨の命を奪おうとした際、雨を守って大けがを負うというジュウの身を張った行為により正気を一部取り戻し自首、逮捕される。
藤嶋 香奈子（ふじしま かなこ）
声 - 佐藤朱
ジュウのクラスメイト。黒ぶち眼鏡をかけた少女1巻20P。。真面目な性格。学級委員。ジュウに度々口うるさく注意する。
ジュウにつきまとう雨と言い争うこともあるが雨からは相手として見なされなかった。自分の夢を笑わなかったジュウに対して好意を抱き始めていたようであり、ジュウも口うるさいとは感じつつも無碍な対応はとらず、心から自分にまっすぐ接してくれる彼女には感謝していた。後に連続殺人犯の標的となってしまい、ありえない方向に体中が曲げられているとう無残な姿で発見される。彼女の死でそれまで連続殺人犯について他人事に感じていたジュウが自分から犯人をつきとめようと動くきっかけとなった。
賀来 羅清（かくら きよし）
声 - 田坂秀樹
連続殺人事件と美夜への性的暴行の犯人。普段は大手商社に勤めるサラリーマンで、結婚歴はなし、事件当時29歳。大学入学と同時に地方から出てきて、近所の評判もよく会社でも女子社員を中心に人気を集めていた好青年。学生時代はボクシング部に所属していたため、事件の際も対象者を殴って殺すという雨曰く「単純にして大雑把」な方法を取っていた。また、美夜曰く彼は「反省や後悔が大嫌い」らしく、美夜の誘導もあってか自分のことを「地球侵略に来た異次元人と戦う政府の秘密工作員」であると信じている。何も書かれていない手帳を秘密工作員の証明書としてジュウに見せるほど正気を失っており、目を覚ますよう説得したジュウに対しても逆に真実を認められない可哀そうな人として扱い、正義のためと称しジュウに一方的な暴力を振るう。喧嘩慣れしているジュウを圧倒するほどの実力の持ち主ではあるが、当初から賀来の手口を見抜いていた雨の不意打ちをくらい敗北する。殺人は降水確率が50％を越えた日にのみ行い、これは降水確率を多数決と捉えているのだと雨は語り、後に美夜も肯定している。逮捕後は獄中で自殺し、その生涯を終えた。
井原（いはら）
声 - 木下尚紀
ジュウたちの通う桜霧高校の三年で不良グループをまとめている男。当初は下級生であるジュウが自分達に挨拶もなく髪を染めたり堂々と振舞っていることに腹を立て、ジュウを呼び出してリンチするなど敵対していたが、1度ジュウに利用されかけた挙句に叩きのめされて以降、ジュウに突っかかることは無くなった。実は2年留年しているため現在20歳。
竹野（たけの）
ジュウのクラスメート。柔道で都大会優勝するほどの腕前の持ち主であるが、ジュウのことを非常に恐れている様子。
鴻上（こうがみ）
ジュウのクラスメートで、藤嶋香奈子の死後、二学期からの学級委員長。
中溝（なかみぞ）
ジュウのクラスの担任をしている教師。学年主任。生徒の自主性を尊重するタイプ、らしく、ジュウが髪を黒に染めなおした時もそのことにあえて触れなかったりとなかなか生徒思いの教師である。
鏡味 桜（かがみ さくら）
『愚か者の選択』に登場。電気街でジュウが出会った幼い少女。「えぐり魔」によって両目の眼球を奪われ、失明してしまう。
草加 聖司（くさか せいじ）
『愚か者の選択』に登場。「えぐり魔」による最初の犠牲者、草加恵理の叔父。喫茶店で偶然出会って以来、雨に執着する。
実は彼こそが「えぐり魔」の正体である（正確にはその首領格）。恵理の眼球を自らのキーホルダーにする等、狂気的な男。
「えぐり魔」事件は臓器密売によるビジネスの1つで、被害者の眼球は世間には露出していない移植手術に使用されており、聖司の指示で構成員達が「えぐり魔」としての事件を起こしていた。ちなみに子供達が容易く誘拐されたのは、貧困に苦しむ親達が聖司からの報酬金と引き換えに子供を誘拐しやすい状況をセッティングしている為である。
真相を暴いた雨、そしてジュウを始末しようとするも雪姫と円の介入によって失敗し、逆に追い詰められる。逆恨み同然の「いつかジュウの子供の目を抉る」という発言をした直後、雨の攻撃によってウォッカ塗れになっていた彼の体にタバコの火が引火し、手酷い全身火傷を負う。その影響で両目が失明するという自業自得な結末であった。
草加 恵理（くさか えり）
えぐり魔事件の最初の被害者であり、犯人である草加聖司の姪。散歩中にえぐり魔事件を調査中だったジュウと雪姫に偶然出会い、えぐり魔事件の犯人に出会ったら「もうこんなことをしないで」と伝えて欲しいと訴えた。えぐり魔事件の被害者として当然ではあるが失明しており、移動にも杖を使っている。年相応に甘いもの、菓子類が好き。
橋本 正巳（はしもと まさみ）
残酷な内容のPCゲームの熱狂的なファン。えぐり魔事件にある種の憧れを抱き、模倣犯となるべく児童誘拐に手を出したが、現場を目撃したジュウに阻止され、最終的には雨の説得により自首した。
白石 香里（しらいし かおり）
声 - 植田佳奈
『幸福ゲーム』に登場。生徒会会長。人当たりが良く、周囲からの人望も厚い。ただしそれはあくまで外面であり、実際には非常に利己的で自分が幸せになるために他人が犠牲となることを当然という考えをもった人物。
『幸福ゲーム』事件に巻き込まれた被害者と思われたが、実は彼女もまた綾瀬一子と同じ考えに至っており、他人の幸福を摂取するという行為を行っていた。自分で一方的に惚れていた男子が自ら命を絶ったという嘘を言うことで他人の同情を誘い心を開かせる手法をとる。本性は清廉とは程遠く、大企業の御曹司と付き合うためにそれまで付き合っていた暗木一夫を一方的に捨て、その一夫の死すら自らの人望を高めるために利用していた。一子によって不幸に陥れられたと感じたらしく、終盤にてジュウを道路に突き飛ばし、突っ込んできたトラックに轢き殺させようとしたが、トラックがギリギリの所でジュウを避けた為、逆に彼女が車体に押し潰されるという結果になった。当然ながら、即死した。
一子と出会う前から幸福値に近い考えをもっており、一夫の死も自分が幸せになるための犠牲に過ぎないという発想でそこまで気にしてはいなかった。
雪姫はその末路を指して「因果応報という言葉はあまり信じられたものではない。この世界は怠け者だからな。だが、たまにいい仕事をする」と語った。
綾瀬 一子（あやせ いちこ）
声 - 小清水亜美
『幸福ゲーム』に登場。ジュウの通う高校の生徒会副会長。尊大な優等生であり、ジュウを罠にかけようとする。
旧姓は暗木。暗木一夫の妹であり暗木一夫を一方的に捨てた白石香里を探し出し同じ高校まで追ってきていた。一夫の死で父は暴力的になり母は寝たきりとなり両親は離婚。母もすでに衰弱死しており一子はすでに遺体となった母に話しかけていた。
「幸福クラブ」の首謀者であり幸せにみえる人を不幸にして幸せを自分のものにするという幸福値等のデタラメな思想を広め、それを周囲の人間に着実に浸透させる程のカリスマ性を持つ。自分の考えを絶対視しており、自らの行動で周囲に被害が及んでも平然とする等、残忍な一面を持つ。またアスリートのイメージトレーニングに匹敵する思い込みにより、高いタフネスぶりを誇り、雨と雪姫、円を同時に相手をして、それなりに立ち回るほどの身体能力を誇る。最終的に一子本人のルールに沿った場合、綾瀬家を不幸に陥れた張本人は自ら命を絶った暗木一夫になってしまうということを教えられ放心状態となる。その後警察に自首した。
梶山 晴美（かじやま はるみ）
ジュウを罠にはめ、痴漢に仕立て上げようとした犯人の1人。
広瀬 奈緒（ひろせ なお）
声 - 喜多村英梨
痴漢詐欺を働いていた女子高生グループのリーダー格。ジュウを罠にはめようと企んだが、突然現れた光に阻止される。後にジュウたちに住所を突き止められ、活動の目的を問い詰められると雨の「より効率のいい幸福値の集め方を教える」という口車に乗り、あっさりと白状した。
伊吹 秀平（いぶき しゅうへい）
『幸福ゲーム』に登場。雪姫、円と同じ高校の空手部員。光の想い人。全国大会へ出場するほどの力量で、かつ容姿端麗で真面目。しかしその性格が災いして融通の利かないところもあり、幸福クラブの工作を信じ、光に対して冷たい態度を見せる。
光の一件で空手部に乗り込んできたジュウに取り合わず、彼を叩きのめす。負ければ話を聞くとした再戦ではいくら殴られてもジュウが倒れず、尚且つ反撃しない様を見て負けを認め、光と和解した。
鏑木（かぶらき）
光雲高校の男子空手部の主将。男尊女卑の考え方を持ち、伊吹にフられた光に暴行を加えた主犯である。当の本人は広瀬奈緒と付き合っていた。自分より小さな雨に投げられ、ジュウに叩きのめされた結果戦意を喪失した。
綾瀬 一夫（あやせ かずお）
綾瀬一子の兄。白石香里に恋心を抱いていたが、失恋のショックから白石香里と彼女がのりかえた彼氏の目の前で自殺する。なお綾瀬は離婚後の姓であり、当時の姓は暗木であったため、白石香里は綾瀬一子と彼の関係性を見抜けなかった。

## 既刊一覧

### 旧版
- 片山憲太郎（著） / 山本ヤマト（イラスト）、集英社〈スーパーダッシュ文庫〉、既刊3巻（2005年7月22日現在）
  - 『電波的な彼女』2004年9月22日発売[22]、ISBN 4-08-630206-3
  - 『電波的な彼女 〜愚か者の選択〜』2005年3月25日発売[23]、ISBN 4-08-630230-6
  - 『電波的な彼女 〜幸福ゲーム〜』2005年7月22日発売[24]、ISBN 4-08-630247-0

### 新装版
- 片山憲太郎（著） / 山本ヤマト（イラスト）、集英社〈ダッシュエックス文庫〉、既刊3巻（2020年7月22日現在）
  - 『電波的な彼女 新装版』2020年7月22日発売[25]、ISBN 978-4-08-631374-2
  - 『電波的な彼女 新装版 〜愚か者の選択〜』2020年7月22日発売[26]、ISBN 978-4-08-631375-9
  - 『電波的な彼女 新装版 〜幸福ゲーム〜』2020年7月22日発売[27]、ISBN 978-4-08-631376-6

## 書き下ろし
2009年7月頃に書店で無償配布されたスーパーダッシュ文庫の冊子『スーパーダッシュ・セレクション』に、『電波的な彼女』のOVA第2弾始動を記念して、堕花光を主人公とした特別読切「そして彼女は途方に暮れる」が掲載された。

## アニメ
2009年5月1日に、OVA第1弾「電波的な彼女」がジャンプ・コミックス『紅 kure-nai』第3巻アニメDVD付き予約限定版に付属して発売された。同年12月4日にはOVA第2弾「電波的な彼女〜幸福ゲーム〜」がジャンプ・コミックス『紅 kure-nai』第4巻アニメDVD付き予約限定版に付属して発売されている。後の2012年1月18日に、上記OVA2作品を収録したBlu-ray Discがポニーキャニオンより販売されている。

### スタッフ
- 原作 - 片山憲太郎
- 原作イラスト - 山本ヤマト
- 監督・絵コンテ・演出 - 神戸守
- 構成・脚本 - 吉野弘幸
- キャラクターデザイン・作画監督 - 田中ちゆき
- 美術監督 - 伊藤聖
- 色彩設計 - 伊東さき子
- 撮影監督 - 大熊義明
- 編集 - 瀬山武司
- 音楽 - kaji:m
- 音響監督 - 清水勝則
- プロデューサー - 斎藤哲郎、篠崎真哉
- アニメーション制作 - ブレインズ・ベース
- 製作 - 集英社

### 主題歌
太陽
テノヒラによる第1話エンディングテーマ。作詞はkiku、作曲は真。
door
Rumikaによる第2話エンディングテーマ。作詞はベイビー、作曲は一休。
桜吹雪
ASAMIによる挿入歌。作詞はASAMI、作曲はKANON、編曲はJIMBO HIROHITO。
CO2
ASAMIによる挿入歌。作詞はASAMI、作曲はKANON、編曲はJIMBO HIROHITO。

### DVD
- 紅 kure-nai 第3巻（アニメDVD『電波的な彼女』付き予約限定版） ISBN 978-4-08-908098-6 （2009年5月1日発売）
- 紅 kure-nai 第4巻（アニメDVD『電波的な彼女〜幸福ゲーム〜』付き予約限定版） ISBN 978-4-08-908106-8 （2009年12月4日発売）

### BD
- 電波的な彼女 PCXP-50046（2012年1月18日発売）

## 漫画
『ウルトラジャンプ』にて2020年7月号から2021年1月号まで連載された。
書誌情報
- 片山憲太郎（原作） / 山本ヤマト（キャラクター原案） / 平岡滉史（漫画） / 降矢大輔（コンテ構成） 『電波的な彼女』 集英社〈ヤングジャンプコミックス〉、全2巻
  1. 2021年1月19日発売、ISBN 978-4-08-891764-1
  2. 2021年1月19日発売、ISBN 978-4-08-891784-9